# Rémy Labeau-Lascary
Pour les articles homonymes, voir Labeau et Lascary.
Rémy Labeau Lascary, né le 3 mars 2003 aux Abymes en Guadeloupe, est un footballeur français qui évolue au poste d'avant-centre au Racing Club de Lens.

## Biographie

### Enfance et découverte du football
Natif des Abymes en Guadeloupe, Rémy Labeau Lascary découvre le football au sein de l’Etoile Filante puis de l’Unité Sainte-Rosienne avant d’atterrir au Stade Lamentinois. 

### RC Lens
En 2018, il est repéré par le Racing Club de Lens, club dans lequel il termine sa formation. Il joue son premier match professionnel le 29 décembre 2022 lors de la seizième journée de Ligue 1 opposant Lens à l'OGC Nice . Le match se solde par un score nul et vierge de 0-0.
Le 9 janvier 2023, il signe son premier contrat professionnel au sein du club artésien .

### Prêt au Stade Lavallois
Le 21 juin 2023, le Stade lavallois annonce que Rémy Labeau-Lascary sera en prêt pour la saison 2023/2024 sans option d'achat. 
Le 15 juillet 2023, Rémy joue son premier match avec les Tangos contre le FC Nantes (Victoire 3-0).

### Retour au RC Lens
À la suite des décisions du club de recruter Will Still après le départ de Franck Haise pour la saison 2024/2025, Rémy Labeau-Lascary voit son temps de jeu augmenter progressivement en championnat.  
Le 19 octobre 2024, lors dans le cadre de la 8e journée de Ligue 1, il inscrit son premier but avec son club formateur au Stade Geoffroy-Guichard face à l'AS Saint-Etienne. Après une erreur de passe de Mickaël Nadé, RLL surgit pour intercepter le ballon, dribble le gardien Gautier Larsonneur avant de conclure dans le but vide. Son but est celui du break et les Sang et Or s'imposeront sur le score de 0-2. En décembre 2024, il est victime d'une rupture des ligaments croisés du genou gauche qui devrait l'éloigner des terrains durant plusieurs mois.

## Statistiques
| Saison                | Club                   | Championnat           | Championnat | Championnat | Championnat | Coupe nationale | Coupe nationale | Coupe nationale | Coupe de la Ligue | Coupe de la Ligue | Coupe de la Ligue | Compétition(s) continentale(s) | Compétition(s) continentale(s) | Compétition(s) continentale(s) | Compétition(s) continentale(s) | Total | Total | Total |
| Saison                | Club                   | Division              | M.          | B.          | P.d.        | M.              | B.              | P.d.            | M.                | B.                | P.d.              | Comp.                          | M.                             | B.                             | P.d.                           | M.    | B.    | P.d.  |
| 2022-2023             | RC Lens                | Ligue 1               | 10          | 0           | 0           | 2               | 0               | 0               | -                 | -                 | -                 | -                              | -                              | -                              | -                              | 12    | 0     | 0     |
| 2024-2025             | RC Lens                | Ligue 1               | 14          | 2           | 1           | -               | -               | -               | -                 | -                 | -                 | C4                             | 2                              | 0                              | 0                              | 16    | 2     | 1     |
| Sous-total            | Sous-total             | Sous-total            | 24          | 2           | 1           | 2               | 0               | 0               | -                 | -                 | -                 | -                              | 2                              | 0                              | 0                              | 28    | 2     | 1     |
| 2023-2024             | Stade lavallois (prêt) | Ligue 2               | 35          | 4           | 4           | 4               | 0               | 1               | -                 | -                 | -                 | -                              | -                              | -                              | -                              | 39    | 4     | 5     |
| Total sur la carrière | Total sur la carrière  | Total sur la carrière | 59          | 6           | 5           | 6               | 0               | 1               | 0                 | 0                 | 0                 | -                              | 2                              | 0                              | 0                              | 67    | 6     | 6     |

## Palmarès
Avec le Racing Club de Lens, Rémy Labeau-Lascary est vice-champion de France en 2023.
| RC Lens                           |
| --------------------------------- |
| - Ligue 1 - Vice-Champion : 2023. |